# Golovsxinó
Golovsxinó (en rus: Головщино) és un poble de l'óblast de Lípetsk, a Rússia, que el 2013 tenia 376 habitants. Pertany al districte rural de Griazi.